# Geoffroy Krantz
Pour les articles homonymes, voir Krantz.
Geoffroy Krantz, né le 3 décembre 1981 à Gien, est un joueur de handball français. Il mesure 1,88 m pour 105 kg. Avec l'équipe de France, il est champion d'Europe en 2006. En club, il a notamment remporté 4 coupes d'Europe.

## Biographie
Sous les couleurs du Montpellier Handball entre 2000 et 2007, il a, entre autres, remporté la Ligue des Champions en 2003, cinq championnats de France, cinq Coupes de France et quatre Coupes de la Ligue. En 2007, il rejoint le Championnat d'Allemagne et le VfL Gummersbach où il remporte trois nouvelles coupes d'Europe : la Coupe de l'EHF (C3) en 2009 puis la Coupe des coupes (C2) en 2010 et 2011.
Sélectionné en équipe de France pour la première fois le 6 janvier 2006 face Portugal, il est sélectionné pour participer au championnat d'Europe en 2006 où l'équipe de France remporte son premier titre de champion d'Europe. Deux ans plus tard, il participe au Championnat d'Europe 2008 où il remporte la médaille de bronze.
En 2011, il retourne en France au Saint-Raphaël Var Handball. Le 27 janvier 2014, il est contrôlé positif à la nandrolone à sa grande surprise, s'étant porté volontaire pour ce contrôle car ses coéquipiers s'entraînaient alors qu'il était blessé. Le 9 avril 2014, la contre-expertise positive est révélée et Krantz risque une suspension de 2 ans. Une suspension d'un an est prononcée et Geoffroy Krantz se voit interdire de matches officiels jusqu’en février 2015. Après avoir fait appel, la peine est réduite à six mois, mais Krantz reste en sursis puisque l'AFLD a fait appel de cette réduction. Le 10 novembre 2014, sa suspension d'un an est confirmée par l'AFLD et il est donc de nouveau suspendu pour 6 mois jusqu'en mai 2015, ce qui met donc un terme à sa saison.
Néanmoins, pendant 7 saisons à Saint-Raphaël, il contribue à la progression du club avec lequel il termine 3e du Championnat de France en 2012 et 2015 avant de devenir vice-champion de France en 2016 et accumule les accessits, atteignant trois fois la finale de la Coupe de la Ligue et une fois la finale de la Coupe de l'EHF (C3) en 2018. C'est sur cette dernière performance que Krantz met un terme à sa carrière.

## Palmarès

### Club
Compétitions internationales
- Vainqueur de la Ligue des champions (1) : 2003 (avec Montpellier Handball)
- Vainqueur de la Coupe des coupes (C2) (2) : 2010 et 2011 (avec VfL Gummersbach)
- Vainqueur de la Coupe de l'EHF (C3) (1) : 2009 (avec VfL Gummersbach)
  - Finaliste en (1) : 2018 (avec Saint-Raphaël)

Compétitions nationales
- Vainqueur du Championnat de France (5) : 2002, 2003, 2004, 2005 et 2006 (avec Montpellier Handball)
  - 2e place en 2001, 2007 (avec Montpellier Handball), en 2016 (avec Saint-Raphaël VHB)
- Vainqueur de la Coupe de France (5) : 2001, 2002, 2003, 2005 et 2006 (avec Montpellier Handball)
- Vainqueur de la Coupe de la Ligue (4) : 2004, 2005, 2006 et 2007 (avec Montpellier Handball)
  - Finaliste en 2012 et 2014 (avec Saint-Raphaël VHB)

### Sélection nationale
- Championnats d'Europe
  -  Médaille d'or au Championnat d'Europe 2006,  Suisse
  -  Médaille de bronze au Championnat d'Europe 2008,  Norvège
- Autres 
  - Premier match avec l'équipe de France le 6 janvier 2006 contre le Portugal

## Galerie

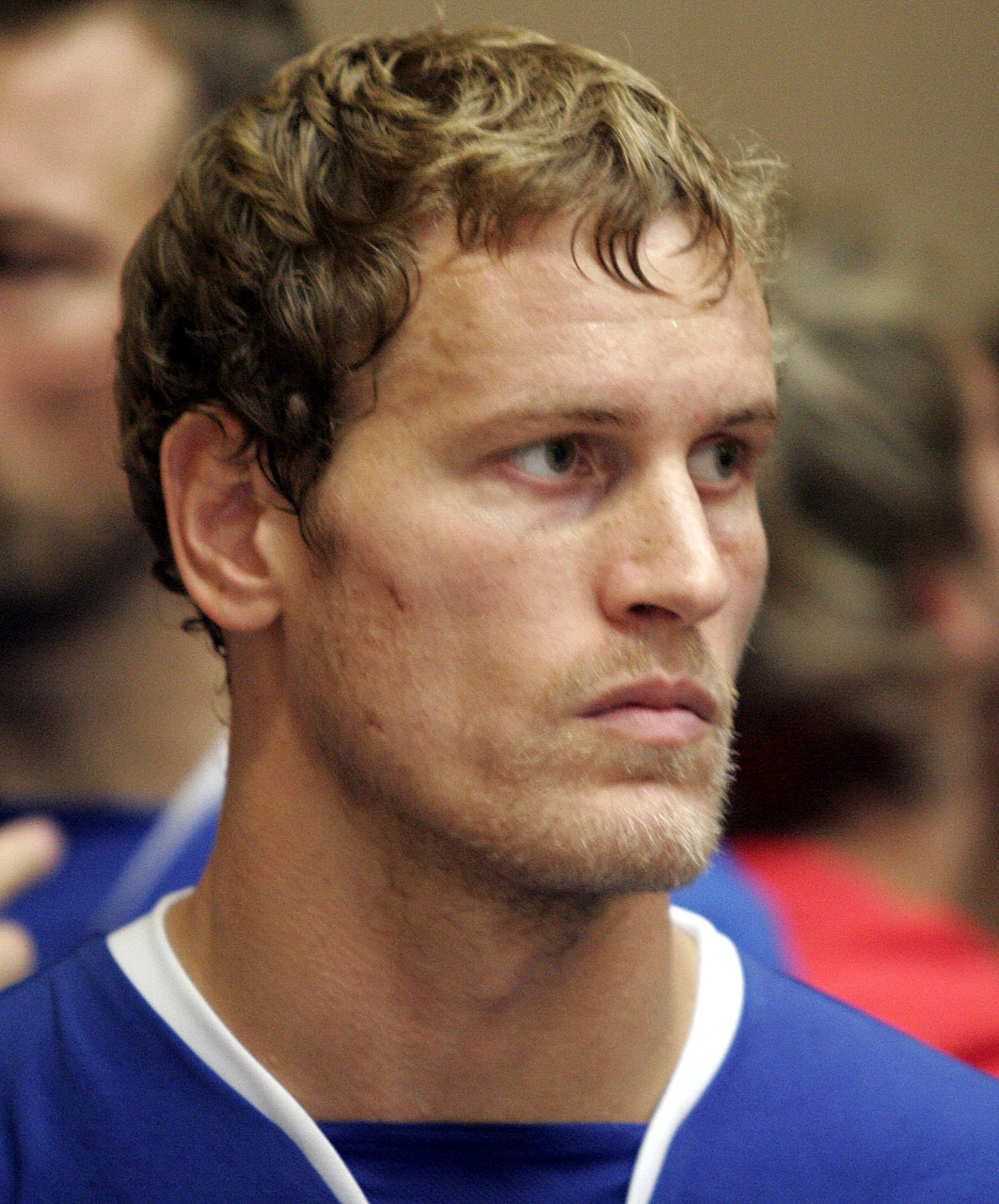
En 2007.
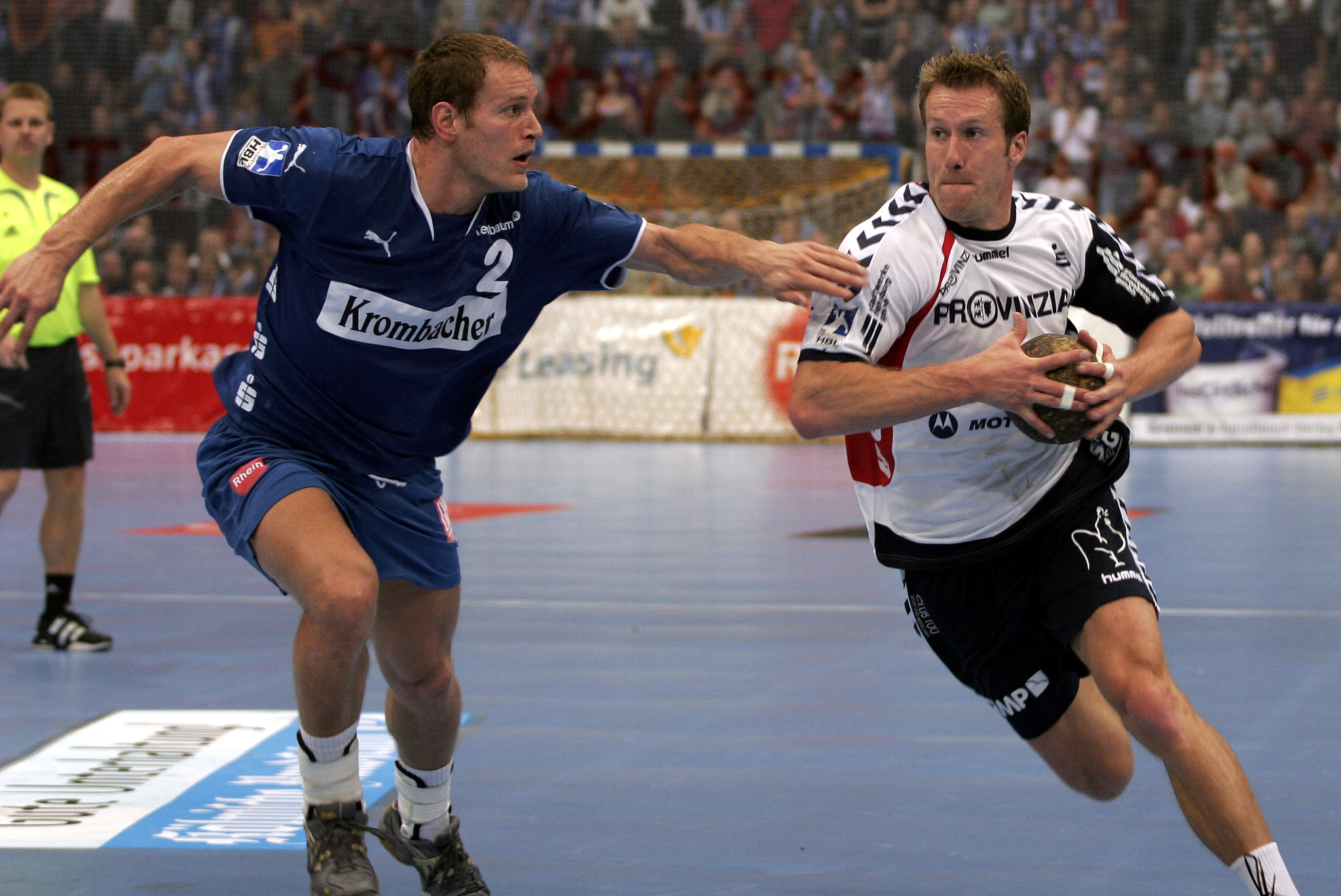
En 2007 face à Kasper Nielsen.
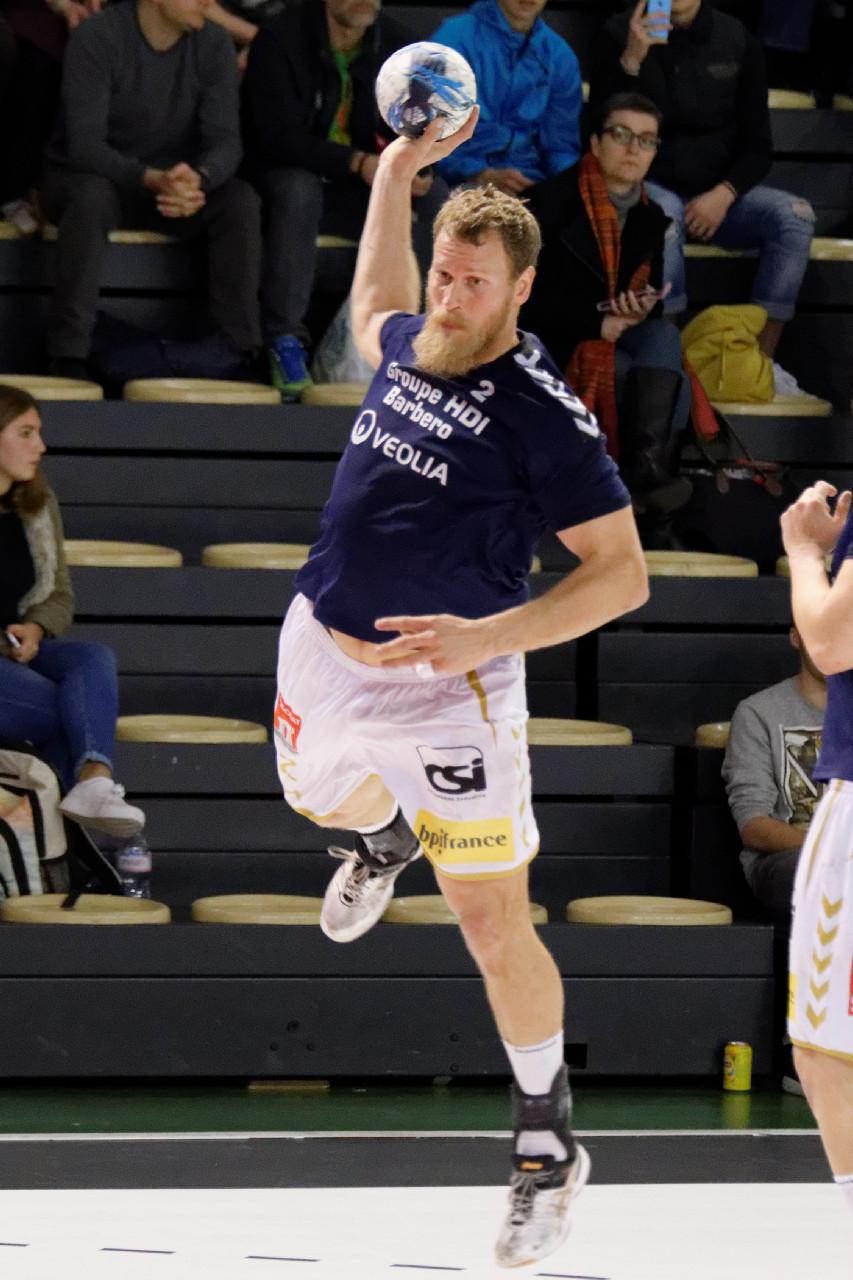
En 2016.